# جيمس ستيوارت (لاعب كرة قدم)
جيمس ستيوارت (بالإنجليزية: James Stewart)‏ (1 يناير 1885 - ) هو مدرب كرة قدم ولاعب كرة قدم بريطاني (وحمل سابقاً جنسية المملكة المتحدة لبريطانيا العظمى وأيرلندا) في مركز مهاجم داخلي. لعب مع نادي ليفربول ونادي ماذرويل وهاميلتون أكاديميكال ونادي دمبرتون وBroxburn United F.C. ‏ وKing's Park F.C. ‏ وفورفار أثلتيك ‏.

## وصلات خارجية
- جيمس ستيوارت على موقع قاعدة بيانات كرة القدم.إي يو (الإنجليزية)